# 霹雳体育场
霹雳体育场位于马来西亚霹雳州怡保内一座体育场，现时为马来西亚超级足球联赛球会霹雳主场。